# Bamendagrönbulbyl
Bamendagrönbulbyl (Phyllastrephus poensis) är en fågel i familjen bulbyler inom ordningen tättingar.

## Utbredning och systematik
Fågeln förekommer i bergsskogar i sydöstra Nigeria och sydvästra Kamerun samt på ön Bioko i Guineabukten. Den behandlas som monotypisk, det vill säga att den inte delas in i några underarter.

## Status
IUCN kategoriserar arten som livskraftig.

## Namn
Bamenda är ett höglandsområde i västra Kamerun tillika namnet på en stad i området.